# Neotaphos rachelis
Neotaphos rachelis là một loài bọ cánh cứng trong họ Cerambycidae.